# Kurubarashettihalli, Kunigal
Kurubarashettihalli là một làng thuộc tehsil Kunigal, huyện Tumkur, bang Karnataka, Ấn Độ.